# Hebreus 2
Hebreus 2 é o segundo capítulo da Epístola aos Hebreus, que faz parte do Novo Testamento da Bíblia. Este capítulo é dividido em 18 versículos.

## Manuscritos
- O texto original é escrito em grego Koiné.
- Alguns dos manuscritos que contém este capítulo ou trechos dele são:[2]
  - Papiro 13
  - Papiro 46
  - Papiro 116
  - Codex Vaticanus
  - Codex Sinaiticus
  - Codex Alexandrinus
  - Codex Ephraemi Rescriptus
  - Codex Freerianus
  - Codex Claromontanus
  - Codex Coislinianus

## Estrutura
Hebreus 2:1–14:
A preeminência de Cristo (continuação):
- Sobre os anjos (continuação):
  - Sua mensagem é de fundamental importância, por isso não podemos negligenciá-la;
  - Jesus, feito pouco menor que os anjos, morreu pela humanidade a fim de trazer muitos filhos à glória com o Pai e destruir o que tem o poder da morte.

Hebreus 2:15–18:
A preeminência do sacerdócio de Cristo:
- Assumiu a natureza humana:
  - Como preparação para a obra de reconciliação;
  - A tentação preparou-o para ajudar os tentados.